# 대만의 대학 목록
대만의 대학 목록은 중화민국(대만)에 소재한 대학의 목록이다.

## 고등 보통 교육

### 국립/시립

#### 종합대학
- 국립 타이완 대학
- 국립 중흥 대학
- 국립 성공 대학
- 국립 정치 대학
- 국립 칭화 대학
- 국립 타이완 해양대학
- 국립 자오퉁 대학
- 국립 양밍 대학
- 국립 중앙 대학
- 국립 중산 대학
- 국립 중정 대학
- 국립 동화 대학
- 국립 지난 국제대학
- 국립 자이 대학
- 국립 타이베이 대학
- 국립 가오슝 대학
- 국립 이란 대학
- 국립 타이둥 대학
- 국립 연합 대학
- 국립 타이난 대학
- 국립 핑둥 대학
- 국립 진먼 대학
- 타이베이 시립 대학

#### 사범대학/교육대학
- 국립 타이완 사범대학
- 국립 가오슝 사범대학
- 국립 장화 사범대학
- 국립 타이베이 교육대학
- 국립 타이중 교육대학
- 국립 신주 교육대학

#### 예술대학
- 국립 타이완 예술대학
- 국립 타이베이 예술대학
- 국립 타이난 예술대학

#### 체육대학/체육학원
- 국립 체육대학
- 국립 타이완 체육운동대학

### 사립

#### 종합대학
- 둥하이 대학
- 푸런 대학
- 둥우 대학
- 스신 대학
- 단장 대학
- 중위안 대학
- 펑자 대학
- 중국 문화 대학
- 징이 대학
- 밍촨 대학
- 스젠 대학
- 이서우 대학
- 창겅 대학
- 위안즈 대학
- 화판 대학
- 중화 대학
- 다예 대학
- 전리 대학
- 다퉁 대학
- 난화 대학
- 츠지 대학
- 창룽 대학
- 쉬안짱 대학
- 야저우 대학
- 카이난 대학
- 포광 대학
- 밍다오 대학
- 캉닝 대학
- 타이완 수부대학

#### 의과대학/의학대학/의학원
- 가오슝 의과대학
- 타이베이 의학대학
- 중산 의과대학
- 중국의약대학
- 마제 의학원

#### 학원
- 중신 금융관리 학원
- 다오장 과학기술 및 관리 학원
- 법고 문리학원

## 고등기술·직업교육

### 국립

#### 과학기술대학
- 국립 타이완 과학기술대학
- 국립 핑둥 과학기술대학
- 국립 타이페이 과학기술대학
- 국립 윈린 과학기술대학
- 국립 가오슝 제일 과학기술대학
- 국립 가오슝 응용 과학기술대학
- 국립 가오슝 해양 과학기술대학
- 국립 후웨이 과학기술대학
- 국립 펑후 과학기술대학
- 국립 칭이 과학기술대학
- 국립 타이페이 간호 건강대학
- 국립 가오슝 환대 대학
- 국립 타이중 과학기술대학
- 국립 타이페이 상업대학

#### 학원
- 국립 타이완 희곡 학원

#### 전문학교
- 국립 타이둥 전문학교
- 국립 타이난 간호 전문학교

### 사립

#### 과학기술대학
- 차오양 과학기술대학
- 난타이 과학기술대학
- 쿤산 과학기술대학
- 자난 약리대학
- 수더 과학기술대학
- 룽화 과학기술대학
- 푸잉 과학기술대학
- 밍신 과학기술대학
- 젠싱 과학기술대학
- 정슈 과학기술대학
- 훙광 과학기술대학
- 밍즈 과학기술대학
- 젠궈 과학기술대학
- 완넝 과학기술대학
- 링둥 과학기술대학
- 중국과기대학
- 중타이 과학기술대학
- 다런 과학기술대학
- 성웨한 과학기술대학
- 거오위안 과학기술대학
- 위안페이 과학기술대학
- 타이난 응용 과학기술대학
- 위안둥 과학기술대학
- 더밍 금융 과학기술대학
- 중화 의학 분야 과학기술대학
- 둥난 과학기술대학
- 징원 과학기술대학
- 난카이 과학기술대학
- 차오광 과학기술대학
- 중화 과학기술대학
- 위다 상업 과학기술대학
- 우펑 과학기술대학
- 메이허 과학기술대학
- 환추 과학기술대학
- 슈힝 과학기술대학
- 중주 과학기술대학
- 창겅 과학기술대학
- 타이페이 청시 과학기술대학
- 싱우 과학기술대학
- 다화 과학기술대학
- 원짜오 외국어 대학
- 난룽 과학기술대학
- 화샤 과학기술대학
- 츠지 과학기술대학
- 즈리 과학기술대학

#### 기술학원
- 다한 기술학원
- 허춘 기술학원
- 야둥 기술학원
- 타오위엔 창신 기술학원
- 란양 기술학원
- 더린 기술학원
- 둥팡 기술학원
- 징궈 관리 및 건강학원
- 리밍 기술학원
- 다퉁 기술학원
- 충유 기술학원
- 야타이 창의 기술학원
- 타이완 관광 학원
- 타이페이 해양 기술학원

#### 전문학교
- 런더 의료간호관리 전문학교
- 마제 의료간호관리 전문학교
- 츠후이 의료간호관리 전문학교
- 수런 의료간호관리 전문학교
- 겅싱 간호 전문학교
- 위잉 의료간호관리 전문학교
- 민후이 의료간호관리 전문학교
- 가오메이 의료간호관리 전문학교
- 싱성 의료간호관리 전문학교
- 성무 의료간호관리 전문학교
- 충런 의료간호관리 전문학교

## 군경원교
- 국방 의학원
- 해군 군관학교
- 공군 군관학교
- 육군 군관학교
- 타이완 경찰 전문학교
- 중앙 경찰대학
- 국방대학
- 공군 항공기술 학원
- 육군 전문학교

## 종교학원
- 타이난 신학원
- 위산 신학원
- 타이완 신학원
- 기독교 타이완 침례 신학원
- 푸런 성보민 신학원
- 타이페이 기독 학원
- 파구 불교학원

## 공중대학 (공개대학)
- 국립 공중대학
- 가오슝 시립 공중대학

## 같이 보기
- 대학 목록